# Сорди, Альберто
Альбе́рто Со́рди (итал. Alberto Sordi; 15 июня 1920, Рим — 24 февраля 2003, там же) — итальянский актёр и кинорежиссёр. Кавалер ордена «За заслуги перед Итальянской Республикой» (1994). Наряду с Тото считается знаменитейшим из комиков итальянского кино.

## Биография
Отец Сорди был учителем музыки. Альбертоне, как любовно называли актёра в Италии, родился в Риме, в простонародном квартале Трастевере. Уже в детском возрасте проявил склонность к театру и пению. С 1937 года работал статистом в киногородке Чинечитта, занимался дубляжем (до 1951). Его голосом в итальянских кинотеатрах говорили Оливер Харди, Брюс Беннетт, Энтони Куинн, Роберт Митчем. Кроме того, Сорди подвизался в мюзик-холле и снискал большой успех в качестве радиоведущего; с 1948 года выходила радиопередача «С вами говорит Альберто Сорди».

### Первые опыты в кино

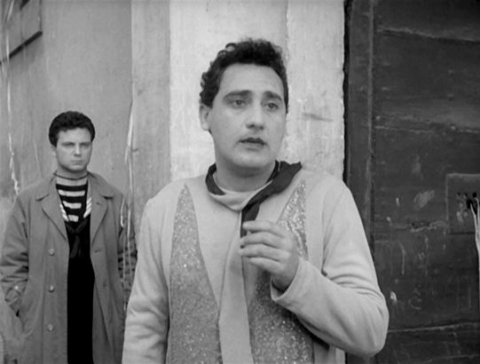
Сорди в фильме Федерико Феллини «Маменькины сынки» (1953)

Долгое время Сорди исполнял эпизодические роли, включая небольшую роль студента в фильме Марио Сольдати и Фёдора Оцепа «Княжна Тараканова». Исключением стала картина Марио Маттоли «Три орлёнка» (1942), где Сорди сыграл одну из главных ролей. В 1952 году произошла знаменательная встреча актёра с Федерико Феллини. Сорди снялся в двух ранних картинах самого знаменитого из итальянских режиссёров: «Белый шейх» и «Маменькины сынки»; на этом их сотрудничество закончилось. Работа с режиссёром Стено помогла Сорди в полной мере проявить на экране свой талант комического актёра. Наиболее удачной работой со Стено стала роль «Нандо Морикони» в фильмах «Один день в суде» и «Американец в Риме», в котором Сорди впервые сыграл главную роль. Этапной в его творчестве стала картина Марио Моничелли «Большая война» (1959), где он сыграл никчёмного, но погибающего как герой солдата.

### Мастер «комедии по-итальянски»

Витторио Гассман, Сильвана Мангано и Альберто Сорди в фильме «Большая война»

С возникновением на рубеже 1950—1960-х годов жанра «комедии по-итальянски» Альберто Сорди стал одним из основных исполнителей ролей «средних итальянцев», не во всём идеальных с нравственной точки зрения. Нередко Сорди сам участвовал в написании сценариев «комедий по-итальянски», а затем и сам взялся за режиссуру. Он участвовал в создании полутора сотен картин такого рода и девятнадцать поставил сам. Среди наиболее известных: «Вдовец» и «Трудная жизнь» Дино Ризи, «Все по домам» Луиджи Коменчини, «Бум» Витторио де Сика, «Врач кассы взаимопомощи» (в советском прокате — «Залог успеха») Луиджи Дзампа, «Задержанный в ожидании суда» Нанни Лоя, «Маркиз дель Грилло» Моничелли. В СССР большой популярностью пользовался фильм Кена Эннакина «Воздушные приключения» («Эти великолепные мужчины на своих летающих аппаратах»), в котором Сорди сыграл роль итальянского графа.
Мастерство перевоплощения актёра с наибольшей силой проявилось в трёх скетчах из фильма «Новые чудовища» (режиссёры Марио Моничелли, Дино Ризи и Этторе Скола). К самым значительным ролям Сорди следует отнести поначалу комичный, а в конечном счёте устрашающий образ распоясавшегося «маленького человека» из фильма Моничелли «Мелкий-мелкий буржуа».

### Последние годы
В конце 1990-х годов Сорди снимался главным образом на телевидении. В 2000 году, в день своего восьмидесятилетия, он получил от мэра Рима почётный «скипетр» Вечного Города. Кончина Сорди в феврале 2003 года стала событием национального масштаба. Траурная церемония проходила в знаменитой базилике Сан-Джованни ин Латерано и собрала около полумиллиона человек.

## Семья
Отец — Пьетро Сорди (Pietro Sordi, 1879—1941), музыкант, учитель музыки и член Римского оперного оркестра (играл на тубе). Участник Первой мировой войны.
Мать — Мария Ригетти Сорди (Maria Righetti Sordi, 1889—1952), учительница.
Сестра — Савина Сорди (Savina Sordi, 1911—1972)
Брат — Джузеппе Сорди (Giuseppe Sordi, 1915—1990)
Сестра — Аурелия Сорди (Aurelia Sordi, 1917—2014)
Никогда не был женат и не имел детей. Девять лет состоял в отношениях с итальянской актрисой и актрисой дубляжа Андреиной Паньяни (Andreina Pagnani, 1906—1981).

## Избранная фильмография

### Актёр
- 1937 — «Сципион Африканский» / Scipione l’africano, реж. Кармине Галлоне — римский легионер
- 1938 — «Княжна Тараканова» / La principessa Tarakanova, реж. Фёдор Оцеп и Марио Сольдати — студент Циарускин
- 1942 — «Три орлёнка» / I tre aquilotti, реж. Марио Маттоли — Филиппо Нардини
- 1947 — «Преступление Джованни Эпископо» / Il delitto di Giovanni Episcopo, по роману Габриэле Д’Аннунцио, реж. Альберто Латтуада — Доберти
- 1951 — «Мамма миа, потрясающе!» / Mamma mia che impressione!, реж. Роберто Саварезе и Витторио Де Сика — Альберто
- 1952 — «Тото и императоры Рима» / Тото e i re di Roma, реж. Марио Моничелли и Стено
- 1952 — «Белый шейх» / Lo sceicco bianco, реж. Федерико Феллини
- 1953 — «Маменькины сынки» / I vitelloni, реж. Федерико Феллини
- 1953 — «Один день в суде» / Un giorno in pretura, реж. Стено
- 1953 — «Две ночи с Клеопатрой» / Due notti con Cleopatra — Юлий Цезарь
- 1954 — «Американец в Риме» / Un americano a Roma, реж. Стено — Нандо Морикони
- 1954 — «Свадьба» / Il matrimonio, реж. Антонио Петруччи — Иван Васильевич Ломов
- 1955 — «Римская красавица» / La bella di Roma, реж. Луиджи Коменчини
- 1955 — «Знак Венеры» / Il segno di Venere,реж. Дино Ризи
- 1955 — «Герой нашего времени» / Un eroe dei nostri tempi, реж. Марио Моничелли
- 1956 — «Мой сын — Нерон» / Mio figlio Nerone, реж. Стено — Нерон
- 1957 — «Прощай, оружие» / A farewell to Arms, реж. Чарльз Видор, по роману Хемингуэя — Падре Галли
- 1958 — «Фортунелла» / Fortunella, реж. Эдуардо Де Филиппо
- 1959 — «О, что за мамбо![фр.]» / Oh! Qué mambo, реж. Джон Берри — Нандо, преподаватель пляжной гимнастики
- 1959 — «Вязальщицы» / I magliari, реж. Франческо Рози
- 1959 — «Большая война» / La grande guerra, реж. Марио Моничелли
- 1959 — «Вдовец» / Il vedovo, реж. Дино Ризи
- 1959 — «Венеция, луна и ты» / Venezia, la luna e tu, реж. Дино Ризи
- 1960 — «Все по домам» / Tutti a casa, реж. Луиджи Коменчини
- 1960 — «Уличный регулировщик» / Il vigile, реж. Луиджи Дзампа
- 1960 — «Преступление» / Crimen, реж. Марио Камерини
- 1960 — «Гастоне[итал.]» / Gastone, реж. Марио Боннар, по пьесе Этторе Петролини[итал.] — Гастоне
- 1961 — «Страшный суд» / Il giudizio universale, реж. Витторио Де Сика
- 1961 — «Трудная жизнь» / Una vita difficile, реж. Дино Ризи
- 1962 — «Мафиозо» / Mafioso, реж. Альберто Латтуада
- 1963 — «Дьявол» / Il diavolo, реж. Джан Луиджи Полидоро
- 1963 — «Бум» / Il boom, реж. Витторио Де Сика
- 1963 — «Учитель из Виджевано» / Il maestro di Vigevano, реж. Элио Петри
- 1964 — «Летающая тарелка» / Il disco volante, реж. Тинто Брасс
- 1965 — «Воздушные приключения» / Those magnificent men in their flying machines, or: how I flew from London to Paris in 25 hours and 11 minutes, реж. Кен Эннакин
- 1967 — Ведьмы / Le streghe — Элио Фероччи
- 1967 — Итальянец в Америке / Un italiano in America
- 1968 — «Залог успеха» / Il medico della mutua, реж. Луиджи Дзампа
- 1968 — «Удастся ли нашим героям найти своего друга, который таинственно исчез в Африке?» / Riusciranno i nostri eroi a ritrovare l’amico misteriosamente scomparso in Africa?, реж. Этторе Скола
- 1969 — «В год господень» / Nell’anno del Signore, реж. Луиджи Маньи
- 1970 — Пары / Le coppie
- 1971 — «Задержанный в ожидании суда» / Detenuto in attesa di giudizio, реж. Нанни Лой
- 1972 — «Игра в карты по-научному» / Lo scopone scientifico, реж. Луиджи Коменчини
- 1972 — «Лучший вечер моей жизни» / La più bella serata della mia vita, реж. Этторе Скола
- 1973 — «Мой брат Анастазия» / Anastasia mio fratello, реж. Стено — отец Сальваторе Анастазия
- 1974 — «Пока есть война, есть надежда» (Торговцы смертью) / Finchè c’e' guerra c’e' speranza, реж. Альберто Сорди
- 1977 — «Мелкий-мелкий буржуа» / Un borghese piccolo piccolo, реж. Марио Моничелли
- 1977 — «Новые чудовища» / I nuovi mostri, эпизоды «Скорая помощь», «По-царски» и «Хвалебная речь на похоронах», реж. Дино Ризи, Марио Моничелли и Этторе Скола
- 1978 — «Пробка — невероятная история» / L’ingorgo — Una storia impossibile, реж. Луиджи Коменчини
- 1978 — «Свидетель[фр.]» / Le Témoin, реж. Жан-Пьер Моки
- 1979 — «Мнимый больной» / Il malato immaginario, реж. Тонино Черви (по комедии Мольера; в роли Арганта)
- 1980 — «Я и Катерина» / Io e Caterina, реж. Альберто Сорди
- 1981 — «Маркиз дель Грилло» / Il marchese del Grillo, реж. Марио Моничелли
- 1982 — «Я знаю, что ты знаешь, что я знаю» / Io so che tu sai che io so, реж. Альберто Сорди
- 1984 — «Бертольдо, Бертольдино и… Дурья Башка» / Bertoldo, Bertoldino e… Cacasenno, реж. Марио Моничелли
- 1984 — «Всех за решётку» / Tutti dentro, реж. Альберто Сорди
- 1988 — «Удар судьбы» / Una botta di vita, реж. Энрико Ольдоини
- 1990 — «Скупой» / L’avaro, реж. Тонино Черви (по комедии Мольера, в роли Гарпагона)
- 1995 — «Роман бедного юноши[итал.]» / Romanzo di un giovane povero, реж. Этторе Скола

### Режиссёр
- 1966 — «Лондонский туман[итал.]» / Fumo di Londra
- 1966 — «Простите, Вы за или против?» / Scusi, lei è favorevole o contrario?
- 1967 — «Итальянец в Америке» / Un italiano in America
- 1969 — «Любовь моя поможет мне[итал.]» / Amore mio aiutami
- 1970 — «Пары» (новелла «Комната»)/Le coppie (episodio La camera)
- 1973 — «Звёздная пыль»/Polvere di stelle
- 1974 — «Пока есть война, есть надежда» (Торговцы смертью)/Finchè c’e' guerra c’e' speranza
- 1976 — «Всеобщее чувство стыда»/Il comune senso del pudore
- 1978 — «Куда вы поедете в отпуск? (новелла "Отпуск интеллектуалов")[итал.]» / Dove vai in vacanza? (episodio Le vacanze intelligenti)
- 1980 — «Я и Катерина» / Io e Caterina
- 1982 — «Я знаю, что ты знаешь, что я знаю» / Io so che tu sai che io so
- 1982 — «Путешествие с папой» / In viaggio con papà
- 1982 — «Таксист[итал.]» / Il Tassinaro
- 1984 — «Всех за решётку» / Tutti dentro
- 1985 — «Я — паранормальное явление[итал.]» / Sono un fenomeno paranormale
- 1987 — «Таксист в Нью-Йорке[итал.]» / Il Tassinaro a New York
- 1992 — «Оправдан за совершённые преступления[итал.]» / Assolto per aver commesso il fatto
- 1994 — «Нестор, последняя гонка[итал.]» / Nestore, l’ultima corsa
- 1998 — «Запрещённые встречи» / Incontri proibiti

## Награды

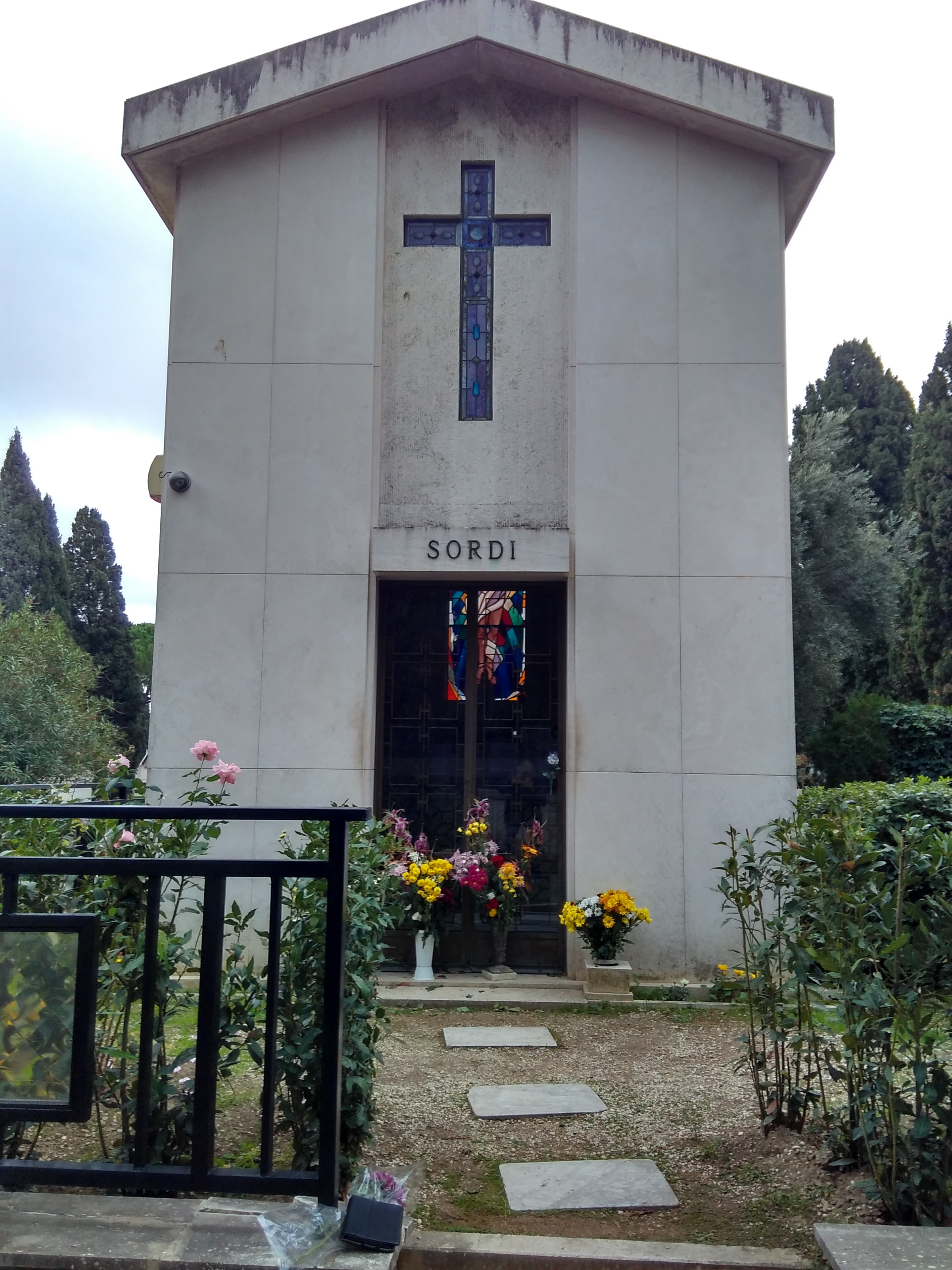
Могила Альберто Сорди. Рим. Кладбище Кампо Верано

- Альберто Сорди — семикратный лауреат премии «Давид ди Донателло» за лучшую мужскую роль (делит рекорд с Витторио Гассманом).
- 1964 год — «Золотой глобус» за лучшую мужскую роль (комедия или мюзикл) в фильме «Il diavolo» (1963).
- В 1972 году на МКФ в Западном Берлине Сорди получил «Серебряного медведя» за роль в фильме «Задержанный в ожидании суда».
- В 1983 году на МКФ в Москве Сорди была вручена Специальная премия «За вклад в развитие киноискусства». (На фестивале был показан его фильм «Я знаю, что ты знаешь, что я знаю»).
- Большой крест ордена «За заслуги перед Итальянской Республикой» (16 марта 1994)[4]
- В 1995 году на МКФ в Венеции Сорди получил почётного «Золотого льва» за вклад в киноискусство.
- Золотая медаль «За вклад в развитие культуры и искусства» (25 марта 2003, посмертно)[5]

## Факты
- Вскоре после кончины актёра его именем была названа бывшая Галерея Колонна в Риме, расположенная на центральной улице города — Виа дель Корсо.
- Альберто Сорди был одним из многочисленных персонажей фильма Феллини «Рим», однако при окончательном монтаже эпизод с его участием был вырезан.
- Эльдар Рязанов предполагал занять Сорди в своем фильме «Невероятные приключения итальянцев в России», однако эта идея была отвергнута итальянским продюсером картины.
- 5 октября 2017 года Центр малых планет выпустил циркуляр, в котором присвоил его имя астероиду (83657) Albertosordi, который назывался ранее 2001 TV13